# Програма Н1-Л3
Програма Н1-Л3 — складова радянської космічної програми Н1-Л3 з висадки радянського космонавта на поверхню місяця. Передбачала розробку космічного експедиційного комплексу Н1-Л3.

## Історія
У серпні 1964 року керівництво країни розглянуло питання про експедицію на Місяць в ЦК КПРС і Раді Міністрів СРСР. У прийнятій постанові «Про роботи з дослідження Місяця і космічного простору» висадка радянського космонавта на поверхню Місяця в 1967-68 р., тобто раніше за американців, стала головним завданням радянської пілотованої програми. Проект 7К-9К-11К підтримки не отримав і здійснення програми обльоту Місяця було доручено В. М. Челомею, який представив проект «УР-500К-Л1». Розробка кораблів 9К і 11К була припинена, а корабель 7К був переорієнтований на орбітальні польоти і отримав індекс 7К-ОК.
У другій половині 1965 р. у уряді СРСР сформувалася думка, що В. М. Челомей з проектом «УР-500К-ЛК1», незважаючи на очевидні його переваги, не зможе забезпечити пріоритет СРСР у пілотованому обльоті Місяця. Створення облітного корабля було доручено ДКБ-1 під керівництвом С. П. Корольова. При цьому для прискорення робіт передбачалося використання РН «УР-500К» В. М. Челомея з додаванням до неї розгінного блоку «Д» як четвертого ступеня С. П. Корольова. Новий проект, названий «УР-500К-Л1», С. П. Корольов представив 15 грудня 1965 р. Він був затверджений і став основною Місячною облітною програмою СРСР.
Необхідно відзначити, що в 1965–1966 роках опрацьовувався інший варіант пілотованого обльоту Місяця. Для завершення відпрацювання РН УР-500К пропонувалося використовувати корабель 7К-Л1. За допомогою цієї ракети виводити на орбіту Землі в безпілотному режимі. У цьому випадку екіпаж повинен був стартувати на орбіту на ракеті «Союз» в кораблі 7К-ОК з активним стикувальним вузлом. Після стикування кораблів, космонавти повинні були перейти в скафандрах з побутового відсіку 7К-ОК в спусковий апарат 7К-Л1 через відкритий космос і тунель в опорному конусі САС. Після цього корабель 7К-ОК відокремлювався, а комплекс Л1 стартував до Місяця.
Безпека обраного місця повинна була підтверджуватися роботою місяцеходу за програмою Л2, який запускався попередньо в обрану точку і проводив детальні дослідження місця посадки. Місяцехід до того мав використовуватися і як радіомаяк для точної орієнтації місячного корабля програми Л3.

## Програма польоту

### Попередній варіант реалізації
40-тонний апарат наближався до Місяця, на висоті 300–400 км включався гальмівний двигун, який забезпечував м'яку посадку ЛК, маса якого на поверхні становила б 21 тонна. Після 10 денного перебування на поверхні Місяця космонавти в «Союзі» залишали Місяць і поверталися на Землю (за схемою, яка застосовувалася для Л1). Екіпаж складався з трьох людей. Через деякий час стає ясно, що такий варіант хоч і є відносно простим, але його вартість буде надмірно висока. Для її зниження проект Л3 повністю змінюється: дешевше і швидше створити те, що американці вже почали здійснювати за проектом «Аполлон»: комплекс, що складається з орбітальної частини і посадкового корабля.

### Фінальний варіант
Тепер проект Л3 приймає той вид, який практично не змінюється до закриття місячної програми. Від попередньої схеми (з прямою посадкою без поділу на орбітальний і посадочні модулі) новий варіант вигідно відрізнявся своєю масою. Тепер було достатньо одного запуску Н-1, правда для цього потрібно було підняти її вантажопідйомність на 25 тонн, що було досягнуто зниженням проміжної орбіти з 300 до 220 км, збільшенням маси першого ступеня на 25 % (на 350 тонн), сильнішим охолодженням паливних компонентів (гасу і кисню), збільшенням тяги двигунів на всіх щаблях на 2 % і зменшенням нахилення орбіти з 65° до 51,8°). На проміжну навколоземну орбіту висотою 220 км і нахилом 51,8 про виводився б 91.5-тонний комплекс Л3.
Тут апарат міг знаходитися до 1 доби, за які проводилися останні приготування.
Включенням розгінного блоку до Місяця виводилося 21-тонний апарат, який досягав її через 3,5 доби. Протягом цього часу проводилися короткочасні включення блоку Д для корекції траєкторії. Блок Д потім включався у Місяця, переводячи весь апарат на навколомісячну орбіту висотою 110 км. Другим його включенням в періселенії (точка мінімального видалення від поверхні Місяця) знижувався до 14 км. Цей блок міг запускатися для можливих виправлень орбіти ще кілька разів протягом 4 днів.
Після цього пілот місячного корабля виходив у відкритий космос, перевіряв справність усіх зовнішніх систем і переходив в посадковий апарат (прямого люка з орбітального модуля в цей відсік не було). Блок Д, з'єднаний з посадковим ступенем, від'єднується від місячного орбітального корабля. Блок Д використовувався в останній раз: він зменшив би вертикальну швидкість до 100 м/с, висота над поверхнею в цей момент становить 4 км, після чого він відділяється і падає на Місяць. На висоті 3 км включається радар-висотомір, який управляє двигуном м'якої посадки блоку Е, включається на цій же висоті і забезпечує плавне торкання поверхні.
Запас палива дозволяв «зависати» над Місяцем протягом 50 секунд, в цей момент пілот повинен був прийняти остаточне рішення: сідати чи ні. Вибір залежав від того, який рельєф виявиться в місці передбачуваної посадки. Якщо він був невідповідним (наприклад, був би заповнений великими каменями), космонавт міг повернутися до орбітального апарата і далі на Землю, або вибрати нову точку, розташовану не далі кількох сотень метрів від спочатку обраного місця. Після посадки космонавт виходить на поверхню, встановлює на ній прапор Радянського Союзу, відбирає зразки ґрунту і повертається в місячний корабель.
Після відносно не довгого перебування на Місяці (від 6 до 24 годин), частина МК (ЛПУ — місячний посадковий пристрій) залишається на поверхні, а місячна кабіна після включення блоку Е стартує з Місяця і стикується з місячним орбітальним кораблем. Космонавт знову виходить у відкритий космос, вже зі зразками місячного ґрунту і переходить в орбітальний апарат. Місячна кабіна відкидається.
На навколомісячній орбіті корабель знаходиться ще близько одного дня, після чого включається рухова установка, яка переводить апарат на траєкторію повернення на Землю. Протягом 3,5 днів польоту проводяться дві корекції траєкторії, що забезпечують потрібний кут входу в атмосферу. Безпосередньо перед входом два космонавти переходять в спускний апарат, який пролітає над південним полюсом і уповільнює в атмосфері свою швидкість з 11 км/с до 7,5 км/с, після чого він «вистрибує» знову в космос і повторно заходить на посадку за кілька тисяч км, вже над територією СРСР.

## Експедиційна програма
Ракета Н-1 в основному була спроектована раніше, ніж місячний комплекс Л3. При проектуванні його кораблів-модулів — орбітального і садивного — розробники мали дуже жорсткі обмеження за вантажопідйомністю носія. У результаті цього комплекс Л3 технічно сильно поступався американському комплексу «Аполлон», що деякою мірою компенсувалося організаційними заходами. Радянські кораблі-модулі були помітно менше і легше американських.
Екіпаж складався не з трьох, а тільки з двох космонавтів, причому на Місяць повинен був висаджуватися не двоє, а тільки один космонавт. При кожному рейсі могло бути привезено лише кілька кілограмів місячного ґрунту. Набір фото- і кіноапаратури і комплект наукових інструментів був украй скромним. Разом з місячно-посадковим кораблем-модулем не міг бути доставлений місячний транспортний апарат. Переходити з орбітального корабля в місячний і назад космонавт повинен був через відкритий космос, так як місячний і орбітальний кораблі були забезпечені спрощеним стикувальним вузлом без внутрішнього перехідного люка.
Радянські кораблі не мали повноцінної бортової ЕОМ. Тим не менш, всі етапи польоти у них були майже повністю автоматизовані, в той час як на «Аполлона» багато операцій були передбачені тільки в ручному режимі. Крім того, у пізніших проектах радянських експедицій на поверхню Місяця передбачалося (для підвищення надійності), що для кожної експедиції спочатку на поверхню Місяця в автоматичному режимі доставляється безпілотний корабель ЛК-Р, який стає резервним для наступного незабаром пілотованого ЛК.
Також передбачалося, що космонавт буде користуватися на Місяці окремо місяцеходом, що доставляється заздалегідь, дообладнати для ручного управління. На місяцехід також покладалося завдання транспортування космонавта до резервного місячного корабля у випадку, якщо зліт основного корабля буде неможливий через технічну несправність.

### Загальна схема експедиції на Місяць
До складу місячної експедиції входять:
- штатний РКК Н1-Л3;
- резервний РКК Н1-Л3;
- два самохідних місячних апарати Е-8.

При забезпеченні місячної експедиції передбачено використання ШСЗ «Молния-1» і «Прогноз».

### Призначення

Ракета-носій Н-1

Штатний РКК Н1-Л3 призначається для доставки космонавта на Місяць, виконання спеціальної програми технічних, наукових і військово-прикладних досліджень, зльоту космонавта з Місяця, повернення екіпажу до Землі і виконання маневру при спуску для посадки СА в заданому районі.

### Програма здійснення місячної експедиції
Програма здійснення місячної експедиції складається з таких етапів:
I етап — доставка на поверхню Місяця двох самохідних місячних апаратів (Е-8а і Е-8б).
II етап — доставка на поверхню Місяця резервного місячного корабля МК-Р.
III етап — посадка на поверхню Місяця місячного корабля МК з космонавтом на борту, старт з Місяця і повернення екіпажу на Землю.
Самохідний місячний апарат Е-8 призначений для обстеження району посадки місячних кораблів, огляду резервного корабля МК-Р, забезпечення (при необхідності) пересування космонавта по поверхні Місяця (від МК до МК-Р) і передачі ТВ-зображення на Землю на різних етапах експедиції.
Запуск об'єктів Е-8а і Е-8б здійснюється з інтервалом 7 діб за 2-3 місяці до початку III етапу. Політ об'єктів до Місяця і посадка на її поверхню здійснюється за наступною схемою:
- ракетою 8К82К і ракетним блоком «Д» об'єкт виводиться на проміжну орбіту ШСЗ з висотою близько 200 км і нахилом 51,8°;
- другим включенням блоку «Д» через ¾ витка здійснюється старт об'єкта з орбіти ШСМ до Місяця (після закінчення роботи ДУ блоку «Д» відділяється);
- на траєкторії польоту до Місяця за допомогою блоку «КТ» проводяться дві корекції руху (на приблизно 35 годині і 87 годині польоту);
- за допомогою блоку «КТ» виконується гальмування в Місяця для перекладу об'єкта на кругову орбіту з висотою ШСМ 120 км;
- за допомогою третьої корекції об'єкт переводиться на орбіту з апоселеніем 120 км і періселеніем близько 20 км;
- четвертою корекцією формується посадкова орбіта ШСМ;
- після четвертої корекції об'єкт гальмується з метою виконання посадки в обраному районі на поверхні Місяця.

Робочі креслення схеми польоту Н1-Л3

Після посадки місяцеходи рухаються по командах із Землі до розрахункової точки посадки МК і здійснюють обстеження цього району з оперативною передачею результатів спостереження на Землю.
Резервний РКК Н1-Л3Р призначений для доставки і посадки на поверхню Місяця резервного місячного корабля МК-Р, передбаченого для повернення космонавта з Місяця в разі неможливості використання для цих цілей штатного місячного корабля МК.
Запуск комплексу Н1-Л3Р здійснюється через 1-2 місяці після пуску об'єкта Е-8а. Схема польоту резервного комплексу аналогічна штатній з тією відмінністю, що після посадки МК-Р на Місяць місячний орбітальний корабель резервного комплексу повертається до Землі. Посадка МК-Р здійснюється в місяцехід. Після посадки МК-Р, місяцеходи Е-8a і Е-8б по черзі переміщаються до нього і, наблизившись, здійснюють зовнішній круговий огляд. Результати огляду передаються за допомогою ТВ-системи місяцеходів на Землю для оцінки стану МК-Р та рельєфу в районі посадки.

### Програма виведення штатного РКК Н1-Л3
Запуск штатного РКК Н1-Л3 здійснюється не менш, ніж через 20-30 діб після пуску РКК Н1-Л3Р з МК-Р. Посадка штатного МК здійснюється до МК-Р.
Політ штатного комплексу Н1-Л3 здійснюється за наступною схемою:
1. Виведення комплексу на навколоземну орбіту. За допомогою РН 11А52 комплекс виводиться на навколоземну кругову орбіту з нахилом 52° і заввишки 200 км. Вимкнення блоку «В» РН здійснюється автоматично за сигналом «Закінчення компонентів палива» (ЗКТ). Програма виведення носія забезпечує розташування перигея орбіти в районі включення блоку «Г» при старті комплексу до Місяця.
2. Політ по орбіті ШСЗ. Політ по орбіті ШСЗ відбувається протягом приблизно 25 годин (17 витків).
При цьому здійснюються:
- перевірка стану ракетних блоків, кораблів ЛОК і МК та їх систем;
- траєкторні вимірювання, визначення параметрів орбіти, розрахунок уставок для старту до Місяця;
- тестова астрооріентація комплексу;
- підготовка до старту до Місяця.

Старт комплексу до Місяця здійснюється на 17 витку. Повторний старт може бути зроблений на 19 витку.
3. Старт комплексу до Місяця. Розгін комплексу до Місяця здійснюється ракетними блоками «Г» і  «Д». Відділення блоку «Г» проводиться після його вимикання по ОКТ. З ділянки роботи блоку «Г» телеметрична інформація (ТМІ) в режимі відтворення з пам'яті (ВЗУ) передається через систему ДРМ ЛОК на наземні ВП. Передбачається також режим безпосередньої передачі (НП) ТМІ на один-два корабельних КВП-а (ККВП).
4. Політ комплексу по траєкторії Земля-Місяць. Політ триває близько 101 години. На цій ділянці проводяться дві штатні корекції траєкторії за допомогою блоку «Д»:
- перша корекція — через 8-10 годин після старту до Місяця;
- друга корекція — за 24-10 годин до гальмування для переходу на орбіту ШСМ.

Передбачається можливість проведення корекції в резервний час: перша корекція — через 2 або 4 години, а друга корекція — через 2 години щодо номінального часу проведення першої та другої корекції відповідно.
5. Перехід на орбіту ШСМ. Гальмування для переходу комплексу на орбіту ШСМ здійснюється за допомогою блоку «Д». Після гальмування повинна реалізуватися орбіта ШСМ з параметрами: висота 150 км, нахилення 170–180°, період обертання 122 хв.

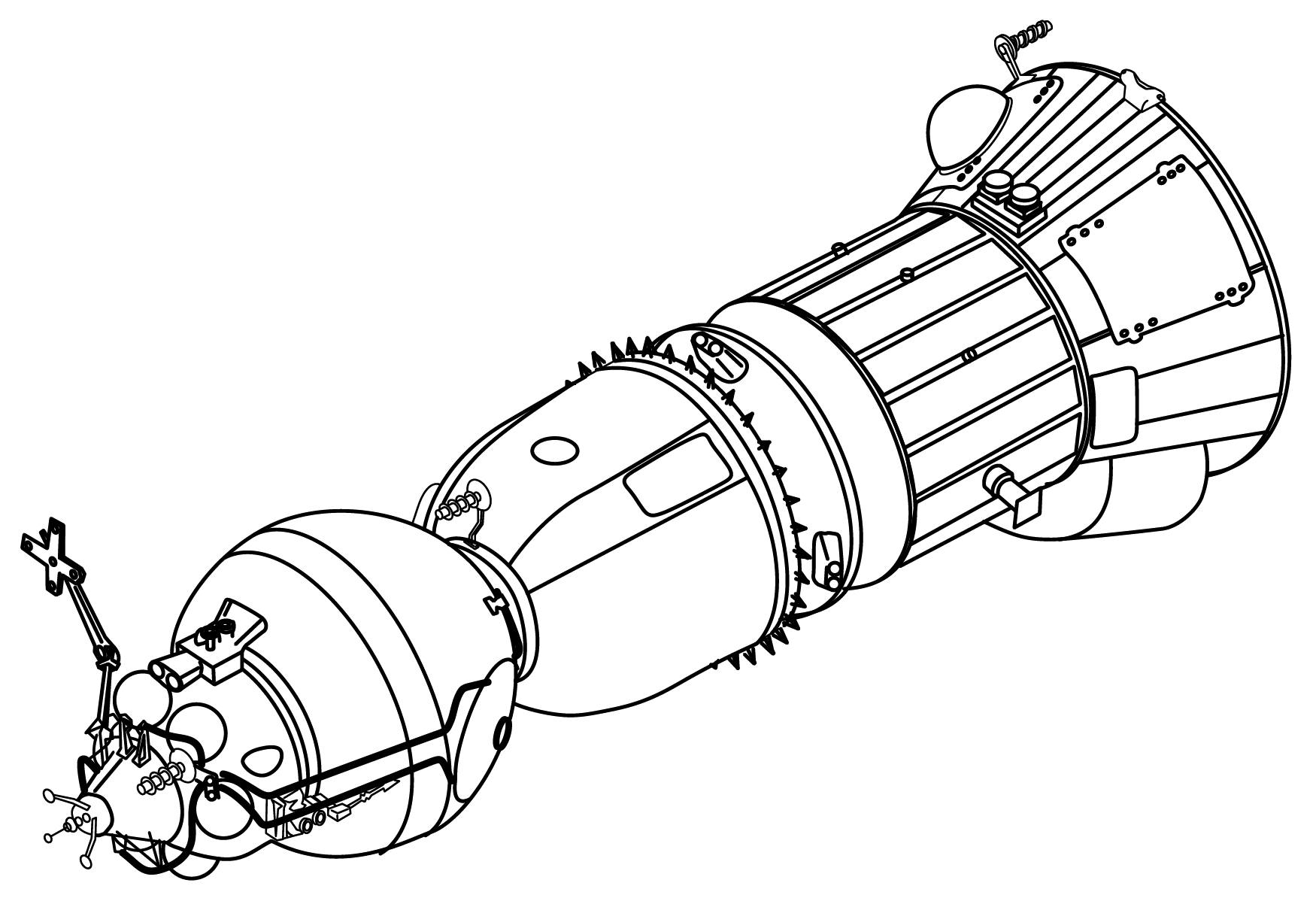
Місячний орбітальний корабель

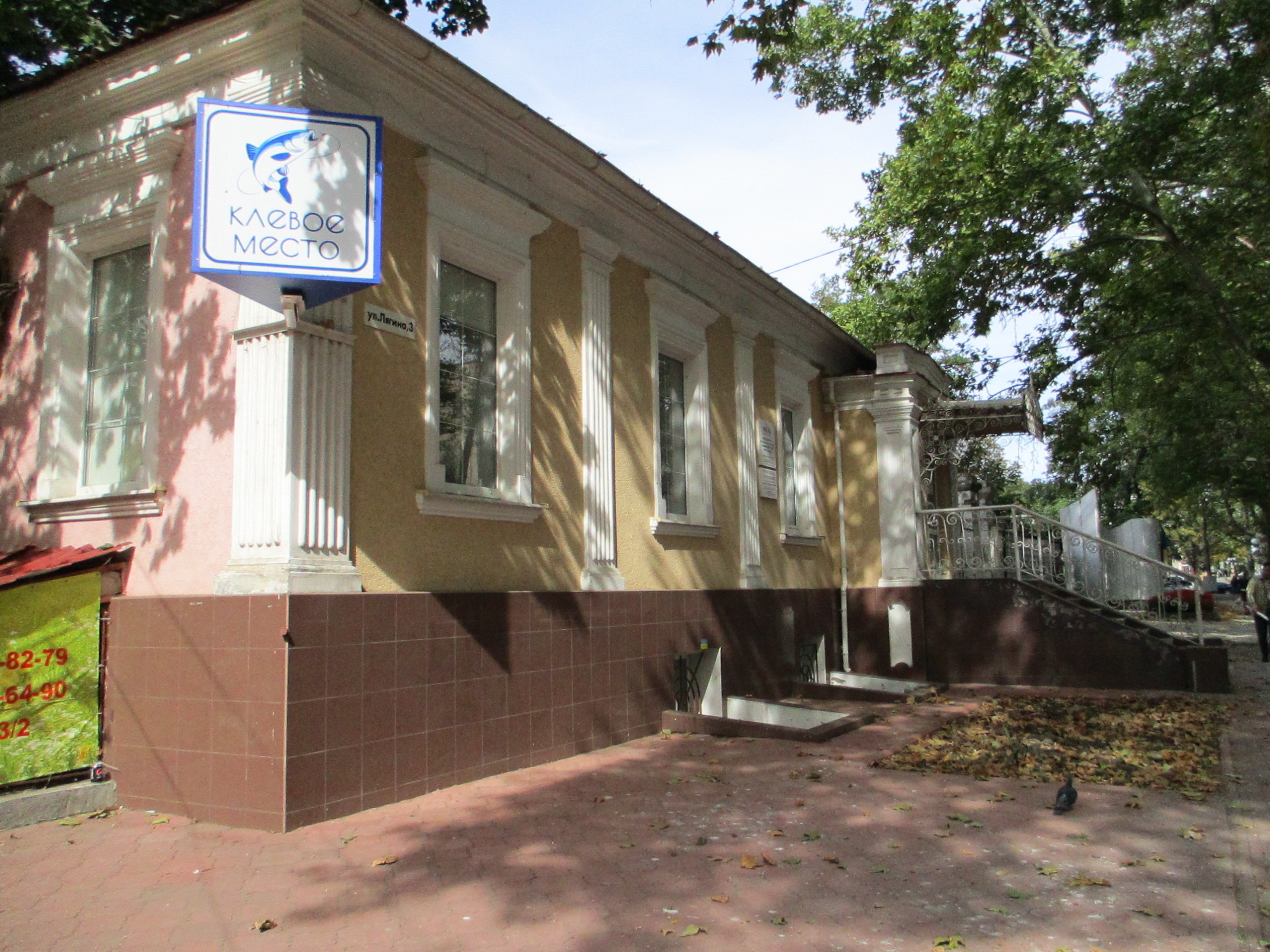
Місячний посадковий модуль

6. Політ по орбіті ШСМ. Політ по орбіті ШСМ відбувається протягом 77 годин (39 витків). До відділення ЛПС здійснюються дві корекції за допомогою блоку «Д» з метою формування посадкової еліптичної орбіти з висотою апоселенія 100 км і висотою периселенія 20 км:
- перша корекція на 4 витку польоту по орбіті ШСМ. Передбачено проведення першої корекції в резервний час (через 6 годин після номінального часу);
- друга корекція на 14 витку польоту по орбіті ШСМ.

На орбіті ШСМ проводяться два сеанси вимірювання висоти (перший на 11-му витку перед другою корекцією, другий — на 20-му витку після переходу на посадкову орбіту) і сеанс взаємних вимірювань між МОК і МК-Р (Е-8) з допомогою радіопеленгатора відносних кутових вимірювань, а також вимірювань висоти, здійснюється розрахунок уставок на посадку ЛПС.
7. Відділення та посадка ЛПС на поверхню Місяця. Після переходу космонавта з ЛОК в МК, ЛПС відділяється від ЛОК. Включенням блоку «Д» забезпечується гасіння орбітальної швидкості ЛПС і його зниження, після чого блок «Д» відділяється і веде вбік.
М'яка посадка МК на поверхню Місяця здійснюється за допомогою блоку «Е». Передбачена можливість проведення маневру за допомогою блоку «Е» з метою вибору екіпажем місця посадки.
Посадка штатного МК здійснюється до МК-Р (МК-Р та Е-8). З метою підвищення точності посадки опрацьовувалось питання забезпечення керованої посадки (на «маяк» МК-Р або Е-8) з використанням автономних засобів взаємних вимірювань, включених в бортовий контур управління.
Після посадки МК протягом 12 хвилин визначається напрямок руху місяцеходів і один з місяцеходів починає рух до МК. Керування місяцеходом здійснюється ще при знаходженні ЛОК в радіотіні. У разі необхідності зльоту космонавта на МК-Р управління рухом місяцеходу здійснюється безперервно.
8. Перебування МК на поверхні Місяця і політ МОК по орбіті ШСМ. МК з космонавтом знаходиться на поверхні Місяця протягом 6 годин. За цей час на двох витках польоту МОК здійснюються орбітальні вимірювання і взаємні вимірювання МОК і МК з метою визначення даних на старт МК з Місяця. Розрахунок даних здійснюється наземними обчислювальними засобами.

Схема польоту та посадки

9. Зліт МК і стиковка МК з МОК. Старт МК з поверхні Місяця і виведення його на орбіту МОК здійснюється за допомогою ракетного блоку «Е». Зближення і стикування МК з ЛОК здійснюється за допомогою системи «Контакт». Активним кораблем при цьому є МОК, що використовує для зближення СКД блоку «І». Для підвищення загальної надійності зближення і стикування МОК і МК з урахуванням можливих аварійних ситуацій (скасування посадки МК на кінцевій ділянці спуску і екстрений зліт МК через 1 або 3 витка польоту МОК по орбіті ШСМ) висновком експертної комісії та результатами спеціально проведених проробок рекомендовано використання на ділянці зльоту і при зближенні автономної системи взаємних вимірювань, включеної до бортовий контур управління. Після стиковки космонавт переходить з МК в МОК.
10. Старт МОК з орбіти ШСМ. При підготовці корабля для старту до Землі виробляється відділення ПВ від МОК (на 38 витку). Розгін корабля здійснюється за допомогою ракетного блоку «І» на 39 витку польоту по орбіті ШСМ на невидимій із Землі частині витка.
11. Політ МОК по траєкторії Місяць-Земля. Політ триває приблизно 82 години. На цій ділянці проводяться дві штатні корекції траєкторії за допомогою блоку «І»: перша корекція — приблизно через 24 години, друга корекція — приблизно через 44 години після старту МОК з орбіти ШСМ. Передбачається проведення корекцій в резервний час (у разі зриву проведення корекцій в номінальне час): перша — через 2 або 4 години, друга — через 1,5 або 3 години щодо номінального часу.
12. Підготовка до входу СА в атмосферу Землі, політ в атмосфері Землі, приземлення. За 2 години до входу в атмосферу здійснюється орієнтація МОК, необхідна для входу СА в атмосферу. Після гальмування в атмосфері на заключному етапі спуску відбувається введення парашутної системи з подальшою м'якою посадкою.
Для об'єктів з № 10 передбачається «північний» варіант траєкторії повернення та посадки на розрахунковий полігон в акваторії Індійського океану. Для об'єкта № 7 варіант повернення — «південний», посадка на розрахунковий полігон в межах території СРСР. Для об'єктів № 8 і 9 варіант траєкторії повернення буде прийнятий після спуску об'єкта № 7.

## Етапність відпрацювання РКК Н1-Л3
Здійсненню місячної експедиції передує поетапне відпрацювання елементів РКК Н1-Л3 (при пуску об'єктів Т2К, Л3 № 6), об'єктів Е-8 і забезпечують ШСЗ «Прогноз» відповідно до приватних програм випробувань. Програма відпрацювання РКК Н1-Л3 включає два етапи:
I етап — пуски РКК Н1-Л3 для льотного відпрацювання нового триступеневого носія, ракетних блоків і систем комплексу з ГВМ головного блоку Л3 (об'єкт Л3 № 6);
II етап — комплексне відпрацювання РКК Н1-Л3, що включає:
- подальші натурні відпрацювання триступеневого носія, а також ракетних блоків і систем РКК Л3;
- здійснення польоту РКК Л3 з безпілотним МОК і макетом МК до Місяця, включаючи перехід МОК і МК на орбіту ШСМ, відділення МОК від МК та повернення МОК до Землі з посадкою СА в заданій точці земної поверхні (об'єкт Л3 № 7);
- здійснення польоту РКК Л3 з безпілотними кораблями МОК і МК, включаючи політ до Місяця, перехід МОК і МК на орбіту ШСМ, посадку МК на поверхню Місяця, дослідження Місяця за допомогою наукової апаратури, здійснення спроби зльоту МК з поверхні Місяця до витрачання палива або втрати стійкості, повернення МОК до Землі з посадкою СА в заданому районі земної поверхні (об'єкти Л3 № 8, 9);
- здійснення відпрацювання РКК Л3 з пілотованим МОК і безпілотним МК, включаючи відпрацювання ракетних блоків комплексу Л3 при польоті до Місяця, висновок кораблів на орбіту ШСМ, перевірку переходу космонавта з МОК в МК і назад, посадку МК на поверхню Місяця, дослідження поверхні Місяця за допомогою наукової апаратури, зліт МК, стикування МОК і МК на орбіті ШСМ і подальше повернення СА з екіпажем на борту на Землю (об'єкти Л3 № 10, 11, 12);
- картографування місячної поверхні з метою вибору району посадки МК місячної експедиції.

Після завершення етапів відпрацювання здійснюються пуски об'єктів РКК Н1-Л3, що входять до складу місячних експедицій:
- доставка на поверхню Місяця резервного місячного корабля МК-Р (об'єкт Л3 № 4);
- пуск штатного РКК Н1-Л3 (об'єкт Л3 № 13);
- повторні пуски штатного РКК Н1-Л3 (об'єкти Л3 № 14, 15).

### План польотів
План-графік польотів кораблів Л3 (від початку 1967 року):
| Місія | Ціль                                                                     | Дата          |
| ----- | ------------------------------------------------------------------------ | ------------- |
| 3Л    | макети при випробуваннях Н-1                                             | вересень 1967 |
| 4Л    | резерв                                                                   |               |
| 5Л    | безпілотні ЛОК і ЛК                                                      | грудень 1967  |
| 6Л    | безпілотні ЛОК і ЛК                                                      | лютий 1968    |
| 7Л    | пілотований ЛОК і безпілотний ЛК                                         | квітень 1968  |
| 8Л    | пілотований ЛОК і безпілотний ЛК з посадкою на Місяць як резервного ЛК-Р | червень 1968  |
| 9Л    | пілотований ЛОК і безпілотний ЛК                                         | серпень 1968  |
| 10Л   | пілотовані ЛОК і ЛК з першою і світі висадкою космонавта на місяць       | вересень 1968 |
| 11Л   | пілотований ЛОК і безпілотний ЛК з посадкою на Місяць як резервного ЛК-Р |               |
| 12Л   | пілотовані ЛОК і ЛК з висадкою космонавта на місяць                      |               |
| 13Л   | резерв                                                                   |               |

## Реалізація програми
Усього було зроблено чотири пуски ракети Н-1. Всі вони завершилися аваріями ще до закінчення роботи першого ступеня. Справжньою катастрофою став другий пуск Н-1: ракета відразу після відриву від землі загорілася і впала на стартовий комплекс, практично повністю його знищивши.
Останній пуск ракети Н-1 відбувся 23 листопада 1972 р. — менше ніж за місяць до останнього польоту на Місяць за програмою «Аполлон». Після чого було вирішено, що перспектива побувати на Місяці набагато пізніше того, як американці завершили свою місячну програму, не виправдовує витрачених на неї сил і засобів. У травні 1974 р. подальші роботи з носієм Н-1 — а разом з ними і вся програма Н-1-Л3 — були остаточно закриті.

## Також
- Комплекс Н1-Л3
- Союз 7К-ЛОК
- Місячний корабель